# Генерал (филм)
Генерал (енгл. The General) је црно-бијела нијема комедија из 1926. у режији Бастера Китона који игра и главну улогу. Радња филма се одиграва у вријеме Америчког грађанског рата и заснива се на отмици локомотиве и три вагона, једном стварном догађају из 1862. године. Машиновођа Џони Греј сам креће у потеру за Генералом, теретним возом који су отели Сјеверњаци. Упорношћу и креативношћу успијева му и враћање воза и поновно освајање срца његове дјевојке Анабел Ли.
Овај филм је настао на врхунцу Китонове каријере и важи за једну од најскупљих комедија из периода нијемог филма. Неуспјех овог филма и код публике и код критичара значио је крај Китонове умјетничке независности. Тек крајем 1950-их, Китонови нијеми филмови се поново оцјењују и постижу успјех и код критике и код гледалаца. Генерал међу тим филмовима привлачи највише пажње. По оцјенама критичара ради се о једној од најбољих нијемих комедија икад снимљених, првенствено због драматургије и амбициозне умјетничке композиције.

## Радња
Када железнички инжењер Џони Греј стигне у Маријету, Џорџија, он посећује дом Анабел Ли, једне од две љубави његовог живота (друга је његова локомотива, Генерал). Стижу вести да је избио Амерички грађански рат, а Анабелин брат и отац журе да се пријаве у војску Конфедерације. Да би угодио Анабел, Џони жури да буде први у реду да се пријави, али бива одбијен јер је Југу вреднији као инжењер, иако му то није речено. На одласку наилази на Анабелиног оца и брата, који га позивају да им се придружи у реду, али он одлази остављајући их са утиском да не жели да се пријави. Анабел обавештава Џонија да више неће разговарати с њим док га не види у униформи.
Пролази година, а Анабел добија вест да јој је отац рањен. Она путује на север возом који вуче Генерал. Када се заустави, путници и запослени се искрцавају ради брзог оброка. Као што је раније планирано, шпијуни Уније предвођени капетаном Андерсоном користе прилику да украду воз. Андерсонов циљ је да спали све железничке мостове којима прође, чиме ће спречити појачање и снабдевање војске Конфедерације. Анабел, која се вратила у вагон за пртљаг, постаје ненамерни затвореник.
Џони јури за возом, прво пешке, затим ручним колима и бициклом, пре него што стигне до станице у Кингстону. Он упозорава тамошњи војни одред, који се укрцава на други воз да крене у потеру, а Џони управља локомотивом Тексас. Међутим, вагони нису прикључени на локомотиву и трупе бивају остављене иза. Кад Џони схвати да је сам, већ је прекасно да се врати.
Агенти Уније покушавају различите методе да уздрмају свог прогонитеља, укључујући искључивање њиховог пратећег вагона и бацање железничких прагова на шине. Како се потера наставља ка северу, војсци Конфедерације у Тенесију је наређено да се повуче, а војска Севера напредује за њом. Џони коначно примећује да је сада иза редова Уније, а отмичари виде да је Џони сам. Џони зауставља Тексас и бежи у шуму да би се сакрио баш у тренутку када почиње пљусак.
Кад падне ноћ, Џони се пење кроз прозор једне куће да украде нешто хране, али се сакрије испод стола када уђу официри Уније. Он чује њихов план за изненадни напад и да је мост Рок Ривер од суштинског значаја за њихове возове за снабдевање. Затим види да су довели Анабел; она је одведена у собу под стражом док они одлучују шта ће са њом. Џони успева да онесвести оба чувара и ослободи Анабел, те они беже у шуму.
Ујутру, Џони и Анабел се нађу у близини железничке станице где се организују војници Уније и опрема за напад. Угледавши Генерала, Џони смишља план како да упозори Југ. Након што је Анабел ушуњао у вагон, Џони краде локомотиву. Два воза Уније, укључујући Тексас, кренула су за њима, док је напад Уније покренут. За разлику од прве потере, Џони сада мора да се ослободи од својих прогонитеља. Коначно, он подмеће пожар иза Генерала на средини моста Рок Ривер, како би пресекао важну линију снабдевања Уније.
Стигавши до пријатељских линија, Џони упозорава команданта Конфедерације на предстојећи напад и њихове снаге журе у сусрет непријатељу. У међувремену, Анабел одлази до свог оца који се опоравља. Тексас јури преко запаљеног моста, који се руши. Када војници Уније покушају да пређу реку, ватра Конфедерације их тера назад.
Након тога, Џони се враћа у своју локомотиву, где проналази официра Уније кога је нокаутирао приликом бекства, који је сада дошао свести. Он узима официра у заробљеништво и доводи га генералу Конфедерације. Као награду за своју храброст, добија чин поручника и заробљени официрски мач.
Враћајући се Генералу са Анабел, он покушава да је пољуби, али мора више пута да узврати поздраве војника који пролазе поред. Џони коначно користи леву руку да загрли Анабел, док десном салутира војнике у пролазу.

## Улоге
- Бастер Китон: Џони Греј
- Марион Мак: Анабел Ли
- Чарлс Смит: Господин Ли (Анабелин отац)
- Френк Барнс: Анабелин брат
- Глен Кавендер: Сјеверњачки капетан Андерсон
- Џим Фарли: Генерал Тачер
- Фредерик Врум: Јужњачки генерал
- Џо Китон: Сјеверњачки генерал
- Мајк Донлин: Сјеверњачки генерал
- Том Нон: Сјеверњачки генерал